# Design industriel
 (mai 2011).
Si vous disposez d'ouvrages ou d'articles de référence ou si vous connaissez des sites web de qualité traitant du thème abordé ici, merci de compléter l'article en donnant les références utiles à sa vérifiabilité et en les liant à la section « Notes et références ».
 (octobre 2024).
La mise en forme du texte ne suit pas les recommandations de Wikipédia : il faut le « wikifier ».
Les points d'amélioration suivants sont les cas les plus fréquents. Le détail des points à revoir est peut-être précisé sur la page de discussion.
- Les titres sont pré-formatés par le logiciel. Ils ne sont ni en capitales, ni en gras.
- Le texte ne doit pas être écrit en capitales (les noms de famille non plus), ni en gras, ni en italique, ni en « petit »…
- Le gras n'est utilisé que pour surligner le titre de l'article dans l'introduction, une seule fois.
- L'italique est rarement utilisé : mots en langue étrangère, titres d'œuvres, noms de bateaux, etc.
- Les citations ne sont pas en italique mais en corps de texte normal. Elles sont entourées par des guillemets français : « et ».
- Les listes à puces sont à éviter, des paragraphes rédigés étant largement préférés. Les tableaux sont à réserver à la présentation de données structurées (résultats, etc.).
- Les appels de note de bas de page (petits chiffres en exposant, introduits par l'outil «  Source ») sont à placer entre la fin de phrase et le point final[comme ça].
- Les liens internes (vers d'autres articles de Wikipédia) sont à choisir avec parcimonie. Créez des liens vers des articles approfondissant le sujet. Les termes génériques sans rapport avec le sujet sont à éviter, ainsi que les répétitions de liens vers un même terme.
- Les liens externes sont à placer uniquement dans une section « Liens externes », à la fin de l'article. Ces liens sont à choisir avec parcimonie suivant les règles définies. Si un lien sert de source à l'article, son insertion dans le texte est à faire par les notes de bas de page.
- La présentation des références doit suivre les conventions bibliographiques. Il est recommandé d'utiliser les modèles {{Ouvrage}}, {{Chapitre}}, {{Article}}, {{Lien web}} et/ou {{Bibliographie}}. Le mode d'édition visuel peut mettre en forme automatiquement les références.
- Insérer une infobox (cadre d'informations à droite) n'est pas obligatoire pour parachever la mise en page.

Pour une aide détaillée, merci de consulter Aide:Wikification.
Si vous pensez que ces points ont été résolus, vous pouvez retirer ce bandeau et améliorer la mise en forme d'un autre article.

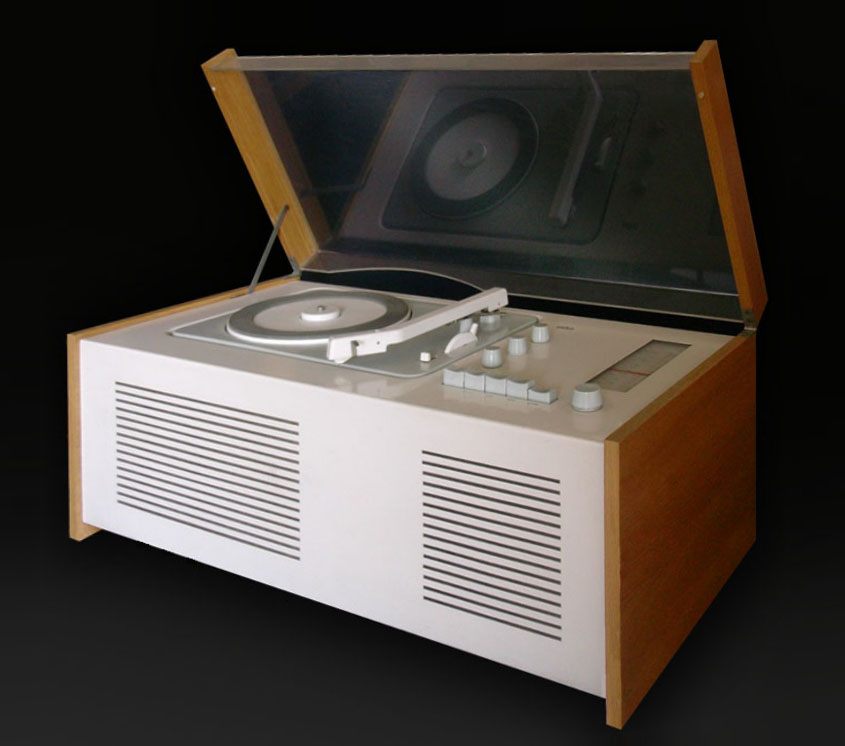
Braun et le design sobre et épuré de Dieter Rams, une référence dans le domaine qui a su inspirer notamment la marque d'objets technologiques Apple.

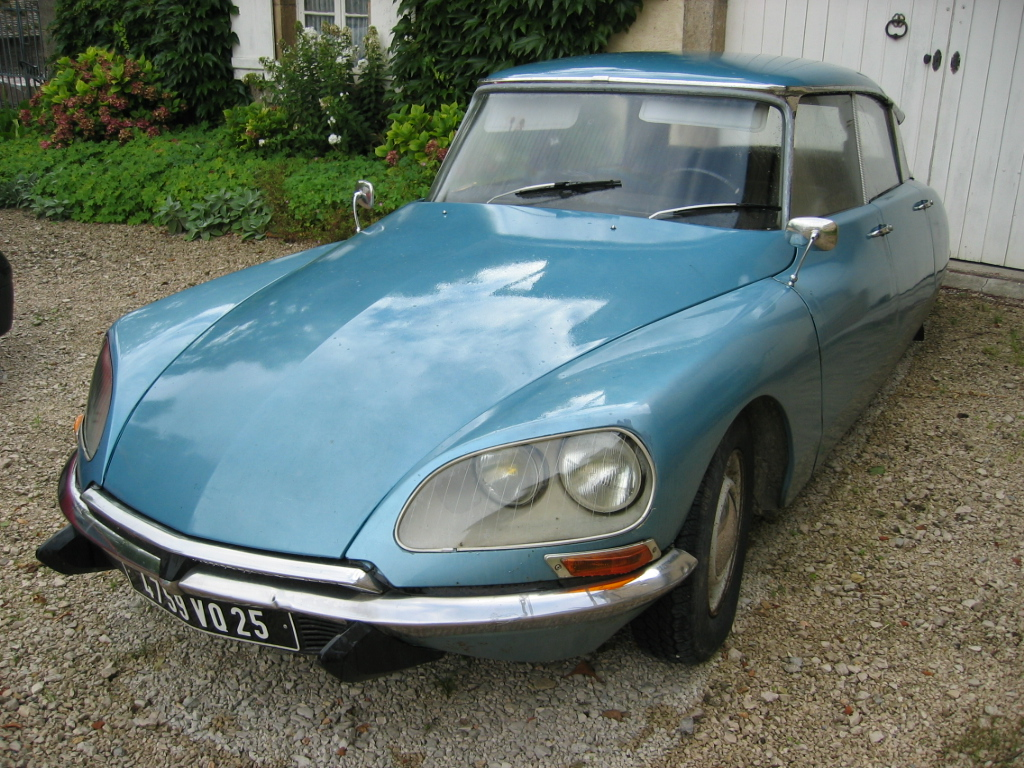
La marque automobile Citroën a su proposer un design innovant avec sa gamme DS.

Le design industriel est l'activité de conception d'un produit qui consiste à imaginer, créer, visualiser et concevoir un objet ou produit.
Il doit répondre à plusieurs contraintes en fonction du concept de l'objet, de ses matériaux (couleurs, textures), de ses fonctionnalités (usages), de ses valeurs (appropriation), de son utilisabilité (confort), de son ergonomie (sécurité).
Cela a pour objectifs d'augmenter son attractivité (apparence, forme, style), sa pertinence (utilité), son efficience (rendement), sa fiabilité (durabilité), en intégrant et utilisant les arts et les sciences et en considérant ou optimisant des processus d'industrialisation (fabrication, stockage, transport, commercialisation, recyclage, réutilisations de systèmes, procédés ou pièces).
Il en résulte une concordance entre les besoins exprimés par le cahier des charges et les différentes études de marché et les solutions esthétiques et techniques, tout en respectant l'équilibre  entre une faisabilité et la rentabilité du produit.
Cette démarche méliorative est portée par un designer ou une équipe. Elle est parfois alimentée par des méthodes d'idéation.
Un design permet de proposer :   
- un objet ou produit associant des qualités esthétiques choisies telle la perception ou la sensation, parfois des originalités inattendues ou transposées, des évocations stylistiques ;
- des caractéristiques techniques innovantes souvent technologique et parfois précurseurs ;
- parfois des capacités de prospective ou transformation telle les évolutions d'un marché, des modifications périphériques, etc.

Ces avantages concurrentiels augmentent les valeurs d'estime, d'usage et marchande face aux offres similaires, alternatives, existantes ou non.
Le concept, le développement et la finalité d'un projet de design industriel s'opposent à ceux de l'artisanat, qui relève des méthodes transmises dans le temps et des produits manufacturés. Ils diffèrent aussi de ceux de l'art, qui relève quant à lui d'une sensibilité unique de l'auteur et d'une création centrées sur son expression.

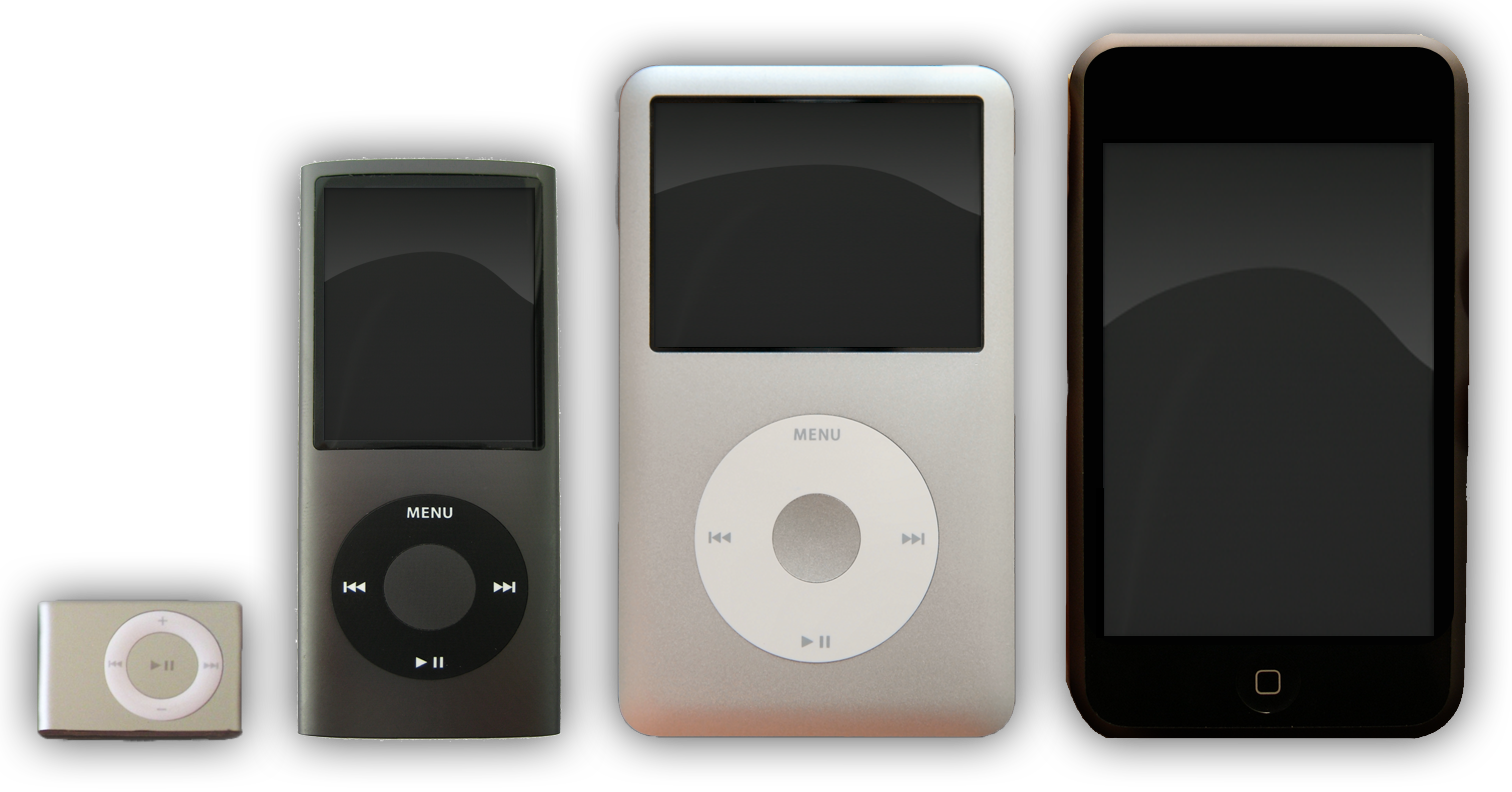
L'iPod, un petit baladeur numérique anciennement commercialisé par Apple, possède un design innovant qui permet de le reconnaitre d'un coup d'œil.

Le design d'un produit permet parfois de marquer le consommateur, afin qu'il reconnaisse directement la marque ou la gamme du produit en question. Cette stratégie relève du positionnement marketing.
Ce positionnement est souvent régi par les codes, les références et les tendances, mais peut idéalement se démarquer en les cassant. La prise de risque fait partie intégrante d'un projet de design, et est régie d'une part par le stylisme industriel, qui se base sur le sens, la symbolique et les évocations du produit, et d'autre part par les résultats souhaités en amont.
Sans référence à la production en série, le design industriel est nommé design objet ou design produit.

## Le design intégré dans le département marketing
Depuis que le taux d'équipement des foyers sature (1981 environ dans les pays occidentaux[réf. nécessaire]), la stratégie de renouvellement est subie dans tous les secteurs pour maintenir l'écoulement de la production. La définition du « besoin » se transforme. Par exemple, nous passons du besoin d'avoir une voiture au besoin de changer de voiture. Ce bouleversement conduit par l'équipe marketing se traduit dans le cahier des charges fourni aux stylistes et ingénieurs.
Le designer devra ainsi faire appel à un registre de formes et couleurs éphémères, un paraitre correspondant à l'identité de l'entreprise, s'inscrivant dans la tendance (supposée par des bureaux de tendances). Les équipes ingénieurs seront contraintes quant à elles de développer des produits à durée de vie limitée[réf. nécessaire], par l'économie de matières ou l'épuisement des systèmes techniques programmés. Cette nécessité peut être favorisée aussi par la politique (de l'entreprise ou d'État) : réparation des produits d'un coût excessif, pièces de rechange inexistantes, nouvelles normes de sécurité, etc. Renouveler un produit, c'est ce qui consiste donc à rendre obsolète symboliquement ou techniquement les produits précédents et futurs et marginaliser ses usagers.
Pour renouveler un produit, les équipes de projet suivent plusieurs étapes (théoriques et variables selon les entreprises) : 
- Analyse de l'existant : elle permet de mieux comprendre l'enjeu en cours, de voir la qualité des produits existants, d'établir un positionnement. On liste les avantages et les inconvénients de la concurrence.
- Définition d'une cible : le service marketing définit un client cible (étude de marché). Cette cible est sensible à des codes stylistiques selon son âge, sexe, profession, niveau social, etc.
- Recherches : les designers commencent leurs recherches de formes, de concepts par des croquis, des roughs, des maquettes de principe dans le but d'aboutir à un ou plusieurs modèles répondant au cahier des charges de départ et respectant les procédés de fabrication.
- Développement Mise au point d'une série de prototypes par l'équipe d'ingénieurs de développement de produit. À cette étape, la forme est souvent très modifiée par le designer et l'ingénieur pour s'adapter aux contraintes que le styliste ignore.
- Présentation des propositions sélectionnés devant la direction de l'entreprise pour une validation finale avant le lancement en production.

Le design possédant une éthique autre que celle de l'entreprise[pourquoi ?], son rôle est aussi d'assurer l'attitude responsable et humaine du produit lors de sa conception, et parfois plus en amont lors de la définition du besoin, de la tendance, qui d'ailleurs se base sur une dimension scientifique, statistique et non empirique. Le designer peut donc intervenir dans d'autres étapes de la production que la recherche et le développement.
En Italie, les entreprises ont très souvent un conseiller artistique intégré. Son avis s'impose avec celui du designer dans l'ensemble des phases de renouvellement d'un produit.

## Le design industriel comme «design engineering»
Terme utilisé dans les pays anglo-saxons, signifiant une activité de conception technique. C'est une science du design développée par l'ingénierie dont le but est de déterminer la structure homogène d'un produit pour résoudre l'ensemble des contraintes industrielles qui s'y rattachent. Cette activité consiste à penser un objet technique avec des contraintes de production et économiques très lourdes. Par exemple, un profil d'aile d'avion est « designé » par les contraintes aérodynamiques, c'est-à-dire objectivement.

## Le design industriel comme art appliqué à l'industrie
Pouvant intervenir en fin de projet à partir d'un cahier des charges (ou à des étapes clés du processus de concrétisation d'un produit), ce design élabore la forme de tout ou partie d'un objet, par la synthèse du projet en fonction de nombreuses contraintes (économiques, techniques, ergonomiques, fonctionnelles, sémiologiques), dirigé ou suivi par une équipe de design interne à l'entreprise, de dessinateurs industriels, d'une agence externe ou de designers free-lances, en coordination avec des ingénieurs ou autres spécialistes.
Complémentaire du marketing (ou de la R&D), ce design permet une approche qualitative en parallèle, parfois plus stylistique que structurelle (sans toutefois être superficielle ou anecdotique), appliquée aux objets pratiques et appareils usuels de grande consommation (habitat, électronique), de loisirs (sport, outillage) ou spécialisés (équipement professionnel, instrumentation médicale, transports).

## Le design industriel comme stratégie innovante
C'est un processus de management, conduit le plus souvent par un designer, qui a pour objectif de faire avancer un projet innovant, son cahier des charges et sa concrétisation (sous une forme tangible ou virtuelle) en s'assurant de maintenir une cohérence entre les diverses compétences et étapes d'avancements. Cette démarche est caractérisée par une recherche d'innovation qualitative et porteuse de sens à l'opposé des innovations strictement techniques, utilitaristes ou mercantiles (gadget).
En France, l'établissement d'enseignement supérieur et de recherche qui fait référence à cet égard est l'École nationale supérieure de création industrielle (ENSCI) "Les Ateliers", Paris.
Ce design est d'autant plus rare :
- qu'il doit être soutenu par toute l'entreprise (du chef d'entreprise au marketing en passant par les ingénieurs et designers. Apple en est un exemple.
- qu'il exige un risque (commercial et marketing) puisqu'il recherche de l'innovation et que l'inconnu fait partie de la stratégie.

Dans la voie du low-tech, une innovation n'est pas forcément technique. On peut concevoir des produits très innovants sans une technologie pointue. Le design en ce sens propose une définition plus étendue de l'innovation et du progrès à l'opposé de la conception techniciste. Par exemple, l'iPod shuffle, ou comment proposer un lecteur mp3 sans écran.
L'innovation numérique et la diffusion des technologies de l'information et de la communication (TIC et NTIC) donnent au design une place stratégique au cœur de la nouvelle industrie et des grandes questions sociétales, et valorisent à nouveau la question du « que produire ». Elle ouvre la voie à la  création de nouveaux objets, de nouveaux services, de nouveaux usages, de nouvelles représentations.

## Le design industriel comme discipline autonome
Cette discipline revendique son autonomie vis-à-vis des beaux-arts et de l'architecture par la théorie et la pratique, et renie le qualificatif d'art appliqué (signifiant un art mineur). Il s'agit d'un design d'auteur ou de recherche ayant fait la synthèse de l'industrialisation, qui utilise les produits industriels comme de la matière première, l'industrie n'étant pas une finalité mais un moyen. C'est la méthode dite « undo-industrial » (« défaire l'industrie »).
« Industriel » signifiant davantage un contexte, on parle aussi de design post-moderne ou post-industriel (voir : Mathieu Lehanneur). Ce design confronte le problème et une solution par des scénarios-fictions avant la production[réf. nécessaire].

## Disciplines
- Design industriel, design post-industriel
- Design global
- Design de marque
- Design graphique, typographie
- Architecture d'intérieur, design urbain
- Conception d'une automobile, design transport
- Design interactif, design numérique
- Écoconception

## Courants et écoles de pensées

### Le «Good Design» de Dieter Rams
Ce qui a fait de la marque allemande Braun une référence dans les années 1960, c'est la confiance accordée par les dirigeants à son directeur artistique, Dieter Rams. Le « bon design » ne peut être exécuté que si toute l'entreprise lui donne sa confiance.
Les finalités pour l'entreprise restant la vente, pour le designer, c'est le bénéfice du citoyen. Le designer se doit ainsi de trouver un moyen de satisfaire ces deux objectifs, parfois en grande contradiction. Il doit aussi à la fois être rassurant et audacieux.

## Récompense
James Dyson a créé le prix James Dyson Award destiné aux étudiants de niveau universitaire en design industriel, design-produit ou ingénierie de dix-huit pays. Ce concours récompense l'ingéniosité et la créativité. Les lauréats sont nationaux et un lauréat international est désigné chaque année.

## Droits de dessin industriel
Les droits de dessin industriel sont des droits de propriété intellectuelle qui rendent exclusive la conception visuelle d'objets qui ne sont pas purement utilitaires. Un brevet de conception serait également considéré comment faisant partie de cette catégorie. Un dessin ou modèle industriel consiste en la création d'une forme, d'une configuration ou d'une composition de motifs ou de couleurs, ou d'une combinaison de motifs et de couleurs sous une forme tridimensionnelle contenant une valeur esthétique. Un dessin ou modèle industriel peut être un motif bidimensionnel ou tridimensionnel utilisé pour fabriquer un produit, un bien industriel ou un artisanat.
En vertu de l'Arrangement de La Haye concernant le dépôt international des dessins industriels, un traité administré par l'OMPI, une procédure d'enregistrement international existe. Un déposant peut déposer un dépôt international unique auprès de l'OMPI ou auprès de l'office national d'un pays partie au traité. Le design sera alors protégé dans autant de pays membres du traité que souhaité. En 2023, le système de La Haye concernant l’enregistrement international des dessins et modèles industriels permet de faire enregistrer jusqu’à 100 dessins et modèles dans 96 pays, moyennant le dépôt d’une seule demande internationale.